# Nicolás Sánchez
Federico Nicolás Sánchez (San Miguel de Tucumán, 26 d'octubre de 1988) és un jugador argentí de rugbi que s'exerceix com a obertura. Normalment és un jugador titular dels Pumes. Fou el màxim anotador de la Copa Mundial de Rugbi de 2015.

## Carrera

### Clubs
Va debutar a la primera divisió argentina l'any 2007 amb Tucumán Lawn Tennis, amb el qual va assolir el campionat a l'any següent, després de 26 anys de sequera de títols del club. Va tornar a guanyar el trofeo l'any 2009. En 2008, també va jugar el Campionat Argentí amb Tucumán, en el qual va sortir campió l'any 2010, enfront del seleccionat de Rosario.

### Internacional
Va jugar la seva primera cap amb la selecció de rugbi de l'Argentina en un partit contra Uruguai a Santiago de Xile el 21 de maig de 2010. En 2011, va ser integrant dels Pam pes XV amb els qui va guanyar la Vodacom Cup. Nicolás va ser part del seleccionat que va disputar el Campionat Mundial de 2011 a Nova Zelanda.
En 2014, es va incorporar a RC Toulon, com a aposta personal de l'ex-jugador Jonny Wilkinson, que s'incorporava aquell any al cos tècnic de l'equip delTop14.Aquell any fou el màxim anotador en el The Rugby Championship, sent triat el millor obertura del torneig. El 2015, tornaria a canviar d'aires, ja que anunciaría el seu fitxatge per la UAR, que l'incorporaria a l'Argentina Super Rugbi, franquícia argentina del Super Rugbi.
També, l'any 2015 fou seleccionat per formar part de la selecció Argentina que va participar en la Copa Mundial de Rugbi de 2015. Va jugar el primer partit, contra Nova Zelanda, en el qual va aconseguir puntuar amb la conversió l'assaig de Guido Petti i tres cops de càstig. En el segon partit de la fase de grups, contra Geòrgia, que va acabar amb victòria argentina 54-9, Nicolás va puntuar amb tres conversions i dos cops de càstig. En el tercer partit, contra Tonga, va ser escollit com a "Jugador del partit", amb el seu gran encert als pals va aconseguir gran part dels punts de la selecció argentina, que va guanyar 45-16: 4 conversions, 4 cops de càstig i fins i tot un assaig. En aquest moment, ja liderava la classificació de màxim anotador del torneig, amb 51 punts. En el partit de quarts de final, una victòria 43-20 sobre Irlanda en el Millennium Stadium de Cardiff, va puntuar per al seu equip amb quatre conversions i cinc cops de càstig. Els afeccionats el van escollir de nou "Jugador del partit" gràcies a aquests 23 punts que va sumar, mantenint-se com a màxim anotador del campionat, amb 74 punts. En la semifinal en què Austràlia va derrotar a Argentina 15-29, va continuar sent el màxim puntuador gràcies als cops de càstig passats (cinc) amb els quals va aconseguir tots els punts de l'Argentina, aconseguint arribar als 89 punts. En el partit pel tercer lloc, guanyat per Sud-àfrica 24-13, va aconseguir punts per al seu equip, gràcies a un drop, un cop de càstig i al fet que va convertir l'únic assaig argentí; amb aquests vuit punts addicionals, arribant als 97 punts en el torneig i consagrant-se com a màxim anotador del mundial.